# August Endell

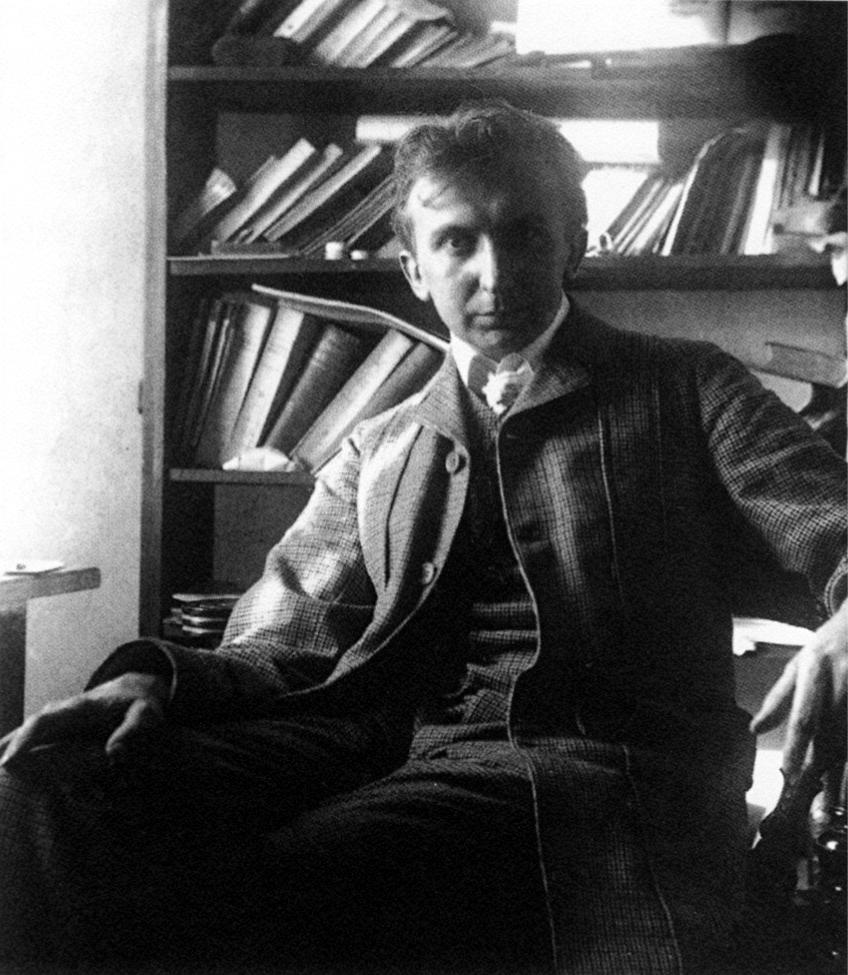
Porträt August Endells (um 1900)

August Endell (* 12. April 1871 in Berlin; † 13. April 1925 ebenda) war ein deutscher Kunsttheoretiker, Designer und Architekt des Jugendstils.

## Leben

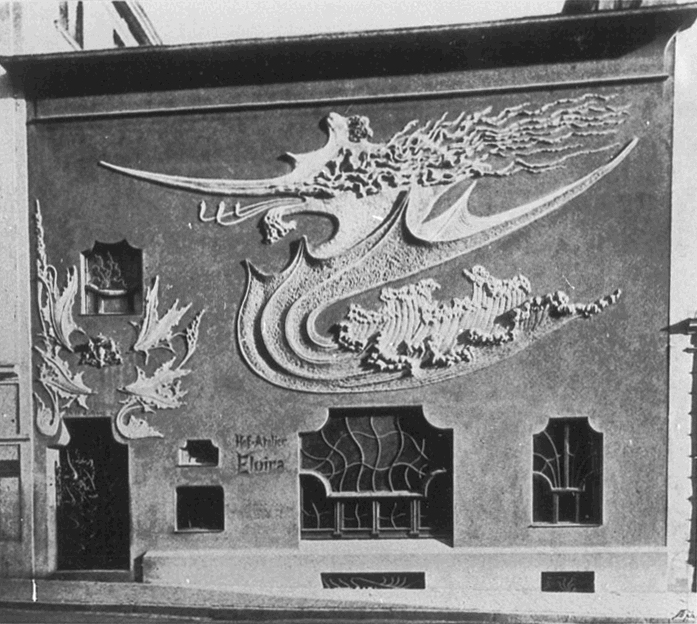
Hofatelier Elvira der Unternehmerinnen Anita Augspurg und Sophia Goudstikker mit dem als Drachen gedeuteten Ornament
(Foto um 1900)

Endell war architektonischer Autodidakt. Seine kreativen Ideen folgten seiner Beschäftigung mit Wahrnehmung. Deren Bedeutung für den Menschen, nämlich aus Vielem eine Einheit zu gestalten, hatte er während seines Studiums bei Theodor Lipps schätzen gelernt. Bekannt wurde Endell insbesondere als Mitherausgeber der Zeitschrift Pan und als Architekt der bunt glasierten Fassaden des ersten der Hackeschen Höfe, Berlin, des Endell’schen Hofes.
Endells erstes und berühmtestes Hauptwerk war der Entwurf des Neubaus des Atelier Elvira in München (1897/1898), das zweifellos als „ein Extremfall von Architektur“ gesehen werden kann. Dessen bedeutungsresistentes und allgemein verpöntes Fassadenrelief wurde traditionell als Drache in den positivsten Urteilen und als reine Formkunst bezeichnet, und erlangte dadurch große Bedeutung als somit das angeblich erste abstrakte Werk der Kunst: erst 2022 konnte der Kunsthistoriker Graham Dry den vermeintlichen Drachen – das „Ornament“, wie Endell das Relief immer sehr vage nannte – als plastische Kombination und Verschmelzung zweier berühmter Werke der östlichen und westlichen Kunstgeschichte, nämlich Hokusais Farbholzschnitt Die Große Welle vor Kanagawa, 1830–1832, und Botticellis Die Geburte der Venus, Florenz um 1485 identifizieren. Das 'Ornament’ wurde 1937 auf Veranlassung der Nationalsozialisten im Zuge der Gestaltung der Umgebung des Hauses der Deutschen Kunst abgeschlagen. 1944 wurde das Gebäude durch Bomben schwer beschädigt, seine Ruine nach dem Krieg abgebrochen.
1908 erschien im Verlag von Strecker & Schröder (Stuttgart) das kunstphilosophische Werk Die Schönheit der großen Stadt. Hierin beschreibt Endell die Stadt zu Beginn des 20. Jahrhunderts. Er entwickelt eine Vision für eine moderne Stadt als Ort der Begegnung von Menschen, Wirtschaft, Kunst und Kultur.
Zur Ausstellung des Deutschen Werkbundes 1914 in Köln schickte er einen Entwurf für das Innere eines Speisewagens. Ab 1918 war August Endell Direktor der Staatlichen Akademie für Kunst und Kunstgewerbe Breslau. In zahlreichen theoretischen Schriften formulierte er seine kunstpsychologischen Grundsätze.
Umfeld

Endell war in erster Ehe mit Elsa Hildegard Plötz, der späteren Elsa von Freytag-Loringhoven, verheiratet. Seine zweite Frau, die Bildhauerin Anna Endell geb. Meyn war eng befreundet mit Gertrud Heinersdorff, der Witwe des expressionistischen Berliner Glasmalers Gottfried Heinersdorff. Beide lebten zuletzt in Cappenberg in Westfalen. Anna Endell hatte ihr Atelier in einem Raum im Schloss Cappenberg. Zum Freundeskreis der beiden Frauen gehörte auch die ebenfalls in Cappenberg lebende Malerin und Paramentenstickerin Gerta Overbeck-Schenk. Anna Endell starb 1967 (ein Jahr nach ihrer Freundin) und wurde auf dem Friedhof in Cappenberg beerdigt; auf ihrem Grabstein befindet sich der Zusatz: „August Endell zum Gedenken“.

## Werk (Auswahl)
1898–1899 baute Endell das Nordsee-Sanatorium von Carl Gmelin in Wyk auf Föhr. 1901 ging er nach Berlin, wo er eine Reihe bedeutender öffentlicher Bauten sowie verschiedene Wohn- und Geschäftshäuser schuf.
Im Frühjahr 1901 entstand in Berlin nach seinen expressionistisch anmutenden Plänen der aufwändige Umbau mehrerer bereits vorhandener Theatersäle im Hof des Grundstücks Köpenicker Straße 68 für das Bunte Theater von Ernst von Wolzogen (im Zweiten Weltkrieg zerstört).

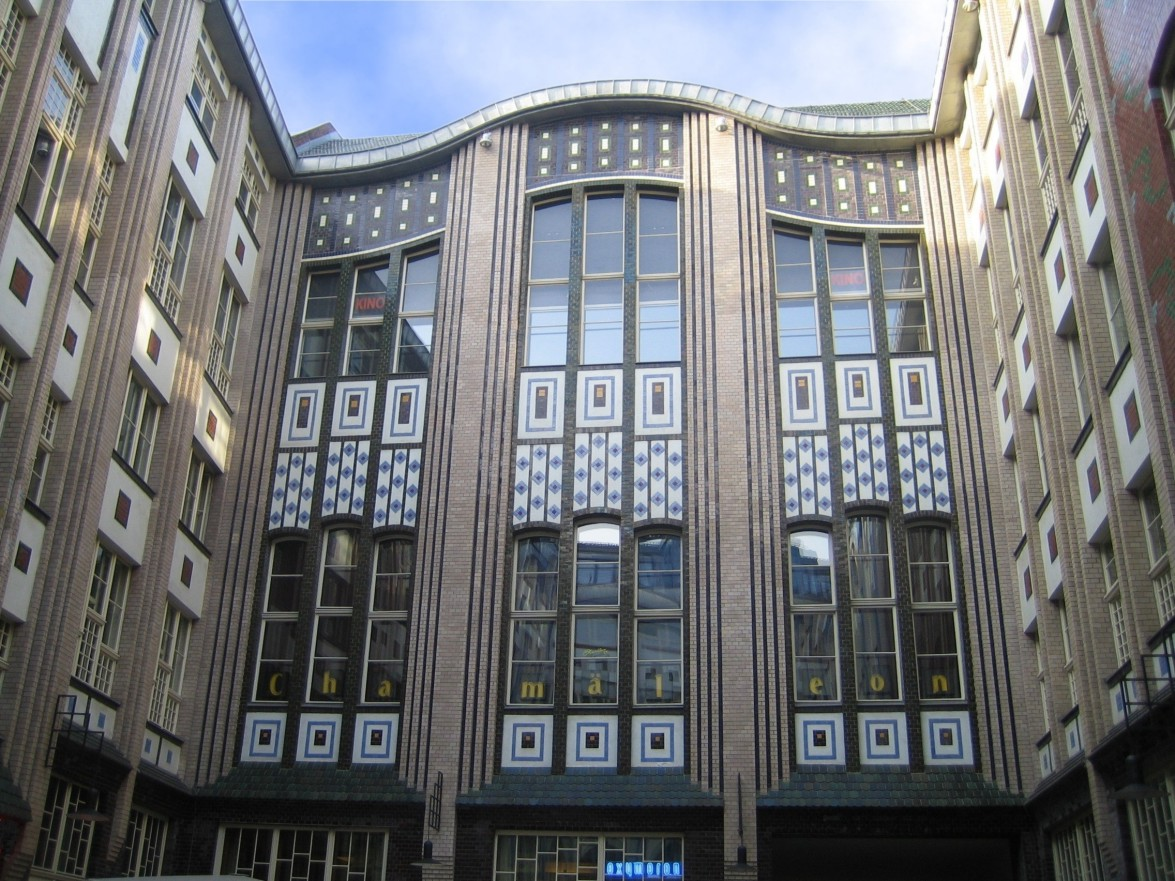
Fassaden im 1. Hof der Hackeschen Höfe in Berlin-Mitte (2005)

1905–1906 folgte die Ausgestaltung der Neumann’schen Festsäle in Berlin für den Weinhändler und Gastwirt Wilhelm Neumann, Rosenthaler Straße 38–40 in den Hackeschen Höfen, mit ihrer gesamten Einrichtung sowie mit der Gestaltung der Fassaden des 1. Hofs, der später nach ihm als Endell’scher Hof benannt wurde. In einem der Neumann’schen Festsäle, dem eingeschossigen Festsaal im 1. Obergeschoss des Quergebäudes im 1. Hof, befindet sich heute das Varietétheater Chamäleon. Der Saal des Chamäleon wurde 2004–2005 unter Mitwirkung des Landesdenkmalamts Berlin weitgehend originalgetreu restauriert sowie in der Farbfassung von Endell wiederhergestellt.
Ein weiteres Werk Endells ist das 1906–1907 errichtete Haus am Steinplatz, Uhlandstraße 197 in Berlin-Charlottenburg. Es wurde ab 1913 als Hotel am Steinplatz genutzt und 1943 von der Kriegsmarine requiriert. Zuletzt diente es als Seniorenheim. Nach einer Periode des Leerstands und damit einhergehenden Verfalls wurde es restauriert und 2013 wieder als Hotel eröffnet.
1911–1912 wurde die Tribüne der Trabrennbahn Mariendorf in Berlin-Mariendorf nach Endells Plänen unter Mitarbeit von Adolf Rading gebaut.
Aus seiner Wohnumgebung erhielt Endell auch Aufträge für Neu- oder Umbauten von Villen.

## Veröffentlichungen (Auswahl)
- Die Schönheit der grossen Stadt. Strecker & Schröder, Stuttgart 1908, urn:nbn:de:bsz:14-db-id187188148X5.